# アスター (KANA-BOONのアルバム)
『アスター』は、KANA-BOONのメジャー2ndミニ・アルバム。2018年5月30日、Ki/oon Recordsより発売された。

## 概要
- 前作『NAMiDA』から約8ヶ月振りのリリース[注 1]。
- CDは初回生産限定盤・通常盤の2形態で発売。
- 初回生産限定盤と通常盤の初回仕様には「どうでもいいオマケ018」を封入している。

## パッケージ
初回生産限定盤（KSCL-6308・6309）
- 「KANA-BOONのGO!GO!5周年！ シーズン1 三国ヶ丘FUZZ 5日連続ライブ『Go Back Home』/『Go Back Home 〜ゆとり〜』密着ドキュメント & ライブ映像
- CD+DVD
- どうでもいいオマケ018

通常盤（KSCL-6310）
- CD
- どうでもいいオマケ018（初回仕様のみ）

## 収録曲
- 全作詞／全作曲：谷口鮪、全編曲：KANA-BOON

### CD
| #  | タイトル                                                                                          | 作詞 | 作曲・編曲 | 時間  |
| -- | ------------------------------------------------------------------------------------------------- | ---- | ---------- | ----- |
| 1. | 「彷徨う日々とファンファーレ」                                                                    |      |            | 4：09 |
| 2. | 「ベガとアルタイル」                                                                              |      |            | 3：36 |
| 3. | 「アスター」                                                                                      |      |            | 3：27 |
| 4. | 「線香花火」(サントリービール"2018年金曜日プロモーション"『The Premium Music』キャンペーンソング) |      |            | 4：07 |
| 5. | 「夏蝉の音」                                                                                      |      |            | 3：52 |

### 初回限定盤DVD
- 密着ドキュメント & ライブ映像

| #  | タイトル                        | 作詞 | 作曲・編曲 |
| -- | ------------------------------- | ---- | ---------- |
| 1. | 「「Go Back Home」」            |      |            |
| 2. | 「「Go Back Home 〜ゆとり〜」」 |      |            |